# Millennium of Love
Millennium of Love (pol. Milenium miłości) – singiel irlandzkiego piosenkarza Eamonna Toala napisany przez Raymonda J. Smytha i Gerry’ego Simpsona oraz wydany w 2000 roku.
W 2000 roku utwór reprezentował Irlandię w 45. Konkursie Piosenki Eurowizji dzięki wygraniu pod koniec lutego finału krajowych eliminacji eurowizyjnych po zdobyciu największego poparcia telewidzów. 13 maja Toal zaprezentował numer jako przedostatni, dwudziesty trzeci w kolejności w finale widowiska i zajął ostatecznie 6. miejsce z 92 punktami na koncie.

## Lista utworów
CD single
1. „Millennium of Love” – 3:01
2. „Millennium of Love” (Instrumental Version) – 3:01